# Giochi di Takeshi's Castle
Questa è una lista dei giochi del programma televisivo giapponese Takeshi's Castle.
Nota: non tutti i giochi sono andati in onda in tutti gli episodi, alcuni di essi sono apparsi difatti soltanto poche volte o addirittura una.

## A
- Animuddle: al fischio iniziale, ogni concorrente deve prendere una tessera di puzzle, la quale combacia con altre 3 formando così una sorta di puzzle. Ogni concorrente deve trovare i concorrenti con le tessere corrispondenti entro il tempo limite per passare il turno. Questo gioco è stato giocato solamente una volta, come gioco iniziale.
- Avalanche: ogni concorrente deve raggiungere la cima di una "collina", una stretta salita pavimentata di gommapiuma, evitando i massi rotolanti lanciati dalle guardie del conte Takeshi, i quali, ora grossi quanto la strada ora più piccoli, rischiano di far cadere il giocatore. Il giocatore ha a disposizione, a lato di questa salita, alcune buche nelle quali può entrare per proteggersi, tuttavia questi spazi sono sovente occupati da guardie che spingono il giocatore al di fuori. Vince chi riesce ad arrivare in cima senza venire colpito. La musica di sottofondo è una versione arrangiata della musica del videogioco Bomberman di Hudson Soft.

## B

Parte finale del gioco Ball Cupping

- Ball Cupping: il concorrente si trova in cima ad un grande flipper (pachinko) e deve lanciare, tramite un martelletto, una palla giù da esso. Poi deve prendere una bacinella e, correndo giù dalle scale, posizionarsi alla fine della macchina, dalla quale la palla sta lentamente, o velocemente, scendendo. Seguendo le indicazioni del generale Lee, il concorrente deve capire da quale direzione la palla, ormai sopra la sua testa arriva e riuscire a farla entrare nella bacinella, servendosi anche della pozza di fango davanti a lui. Vince chi riesce, cadendo o meno nel fango, a prendere la palla al volo nella propria bacinella.
- Big Bird: il concorrente, vestito da uccello, deve volare appeso a un filo che lo sostiene. Nel mentre percorre una traiettoria, deve afferrare tra gli "artigli" un pupazzo a forma di coniglio e depositarlo, sempre mentre vola appeso al filo, in un nido con tre uccellini. Vince il concorrente che riesce nella sfida, altrimenti arrivato in fondo viene spruzzato di vapore.
- Bite The Bun: gioco iniziale, si gioca tutti insieme. In una grande arena, ogni giocatore ha mani e piedi legati ed è avvolto in un sacco e deve, saltando, afferrare con la bocca un panino, talvolta anche altri alimenti, appeso a un filo e avvolto nel cellophane. La sfida lascia ai concorrenti l'ingegno di come riuscirci, vincono la sfida i concorrenti che a tempo scaduto hanno il panino in bocca. La musica di sottofondo del gioco è il tema del film 1941: Allarme a Hollywood.
- Blueberry Hill: il gioco è Un, due, tre stella!. Una guardia di Takeshi è posta in cima ad una collina di gommapiuma e gioca al tradizionale gioco con i concorrenti. La particolarità è che essi sono avvolti in un costume da mirtillo e, ogni qualvolta sono beccati a muoversi, sono spinti giù ed essendo il costume cilindrico, rotolano fino in fondo alla collina. Vince chi riesce a non farsi spingere giù superando la linea finale, in tutto e per tutto come nel gioco. Una versione alternativa, chiamata poi "Berryz Go Go", usata in due episodi speciali genitori-figli, vede i genitori, vestiti sempre da mirtillo, salire su una piattaforma telecomandata dal figlio, i quali li devono guidare in un percorso fino alla linea conclusiva. La musica di sottofondo è il tema principale del videogioco SonSon della Capcom.
- Boulder Dash: gioco soltanto della puntata pilota, il concorrente deve salire su di una vasta collina fangosa e inclinata, evitando i massi e i tronchi di polistirolo lanciati giù dagli sgherri. Vince chi arriva su senza essere colpito.
- Brat Sack: questo gioco è esclusivo di un episodio genitori-figli. I figli vengono chiusi in dei sacchi e disposti vicini, con libere solo le braccia. I genitori devono capire quale sia il loro figlio o figlia e portarlo via. Vincono le coppie che sono corrette.
- Bridge Ball: ogni concorrente deve attraversare un ponte sospeso, a 3-4 metri, su di una rete. Egli riceve un pallone d'oro in mano e non deve farlo cadere. Per aggiungere difficoltà, gli sgherri lanciano contro il concorrente alcuni palloni neri, per cercare di farlo cadere. Vince chi attraversa il ponte senza né cadere né tantomeno far cadere il pallone dorato. Nelle prime versioni del gioco il ponte era provvisto di massi che dovevano essere saltati o comunque evitati, mentre nella primissima apparizione il ponte era più stretto e non vi era nessun pallone dorato da tenere. La musica di sottofondo del gioco è quella del programma televisivo Combat!.Bridge BallVersione alternativa del Bridge Ball
- Bridge The Gap: il concorrente salta su di una piattaforma girevole, dalla quale bisogna saltare su di un'altra. Le piattaforme sono molto strette ed è facilissimo cadere, sia nel primo sia nel secondo salto che si esegue. Il gioco, nelle sue 11 apparizioni, ha presentato varie versioni, talvolta con fango sotto e talvolta con materassi, giocato a volte di notte e a volte di giorno. In questo gioco la musica di sottofondo è la versione arrangiata del gioco Nuts & Milk di Hudson Soft.
- Buggy Me: Buggy Me è un gioco giocato una sola volta, in uno speciale con adolescenti. Si tratta di un vario percorso ad ostacoli, giocato da alcune squadre formate da 2 giocatori.

## C
- Catch It: i giocatori sono vestiti con ingombranti tute da baseball e tutti quanti raccolti vicino a un grande materasso. Il battitore, Brad Lesley, lancia una palla in alto ed i giocatori, dotati di retini, devono tutti lanciarsi sul materasso per cercare di acchiapparla. Vince il giocatore che riesce ad acciuffare la palla nel proprio retino.  La sua musica di sottofondo è il brano Vibrations, del compositore tedesco James Last.
- Cheeze-Berry Hill: variazione del gioco precedentemente spiegato Blueberry Hill con costumi da formaggio. La musica di sottofondo in questa variante, è quella del videogioco arcade Butasan, sviluppato dalla Jaleco.
- Corn Cob Trip: versione del gioco sotto citato Mushroom Trip, con la texture di una pannocchia rotante al posto del "fungo". Nel gioco la musica di sottofondo è quella usata nell'anime Ranma ½, più precisamente durante i combattimenti e questa versione è stata usata una volta soltanto.

## D
- Deep Float: giocato soltanto una volta in un episodio speciale giocato sulle spiagge, in questo gioco i concorrenti devono cercare di rimanere in equilibrio su piccole piattaforme in mare. Il gioco è reso difficile da due fattori: il primo e che le piattaforme presenti nel percorso sono molto piccole e facilmente affondabili; mentre il secondo è rappresentato che, nel percorso, due sgherri di Takeshi, ostacolano i concorrenti cercando di spingerli in mare.
- Die or Pie: giocato soltanto una volta, ogni giocatore lancia un dado, il cui risultato indicherà la distanza nel quale il giocatore dovrà mettersi. Una volte decisa la distanza, il giocatore deve inserirsi nella buca corrispondente e farsi lanciare una torta in faccia.
- Dino Ride: ogni giocatore entra in una stanza e sale su di un toro, qui con le sembianze di un dinosauro, meccanico. Oltre a stare in equilibrio, deve sparare con una pistola ad acqua ad un pipistrello sostenuto da carta appeso che va avanti e indietro, facendolo cadere entro il tempo limite. Se il giocatore cade viene spesso ricoperto di fumo da una creatura meccanica.
- Dominoes: Nel gioco i concorrenti devono saltare sopra enormi pezzi di domino per arrivare a destinazione, il tutto senza cadere. Il gioco è stato variato in una puntata con le coppie raddoppiando le tessere domino e legando i concorrenti uno all'altro. La musica di sottofondo è la sigla del telefilm La pattuglia del deserto.
- (The) Dragon Lake: ogni concorrente deve afferrare una corda ed usarla come liana per lanciarsi da una piattaforma iniziale ad una decisamente più piccola. Ci sono varie versioni del gioco in questione: negli episodi iniziali era semplicemente un lancio nella piattaforma davanti mentre successivamente si adottò una versione dove la corda faceva un giro a semicerchio. Questo gioco ha due musiche di sottofondo: quella del videogioco arcade Libble Rabble della Namco (solo per l'episodio pilota), e il tema musicale del film della saga di Indiana Jones I predatori dell'arca perduta (per tutti gli episodi).Dominoes (a sinistra) e The Dragon Lake (a destra)

- Drop In The Ocean: giocato una volta soltanto nell'episodio a tema spiaggia, vengono lanciate da un elicottero delle palline in mare. I giocatori devono riuscire a prenderne una per passare al gioco successivo

## E
- End Bell: giocato una sola vota, ogni giocatore scivola giù da una discesa con un materassino, cade in acqua e deve scalare una salita molto scivolosa e senza bordi per raggiungere una campanella e suonarla. La musica di sottofondo del gioco proviene dal film Delta Force.
- Extinction: giocato solo due volte, ogni giocatore deve cercare di sparare colpi di pallone alle guardie le quali, vestite da animali, presentano una finta testa che deve appunto essere abbattuta. Vince chi riesce nella sfida, la musica di sottofondo di questo gioco è una versione riarrangiata della musica del videogioco Commando della Capcom.

## F
- Final Fall: gioco che appare spesso prima del gioco finale. Ogni concorrente ha a disposizione 5 buche nel terreno, in alcune sono presenti sgherri e in alcune no. Il giocatore deve lanciarsi in una senza sgherri, tuttavia lo spettatore vede in sovrimpressione quali buche sono errate e quali giuste.
- Fish Food: ogni giocatore sale su di una tavola da surf che automaticamente scorre su un pannello e superare, saltando o abbassandosi, vari ostacoli, senza cadere.
- Flag Down: gioco apparso soltanto una volta: due squadre, una formata da concorrenti, una da sgherri, si contendono una bandiera. I primi devono cercare di abbatterla e i secondi di proteggerla.
- Foot Loose: gioco apparso una sola volta: i concorrenti devono recuperare un paio di calzature (che possono essere di ogni tipo o forma) e arrivare al traguardo. Vincono i giocatori che arrivano al traguardo prima del fischio finale del generale.
- (The) Fortress: gioco apparso una sola volta. I concorrenti fanno una sorta di caccia al tesoro ad alcune palline colorate in un grande giardino, le quali possono trovarsi sotto terra, all'interno dei vestiti di alcune guardie o sopra gli alberi, per indicare solo alcuni posti.

Final Fall

## G
- (The) Gauntlet: il gioco più lungo della serie, I concorrenti devono completare in un certo limite di tempo un percorso. Devono superare tre sgherrii che assumeranno comportamenti variabili di giocatore in giocatore, schivare un masso gigante dall'alto, schivare dei bruchi rotanti e saltare in un trampolino per poi cadere su dei mattoni di spugna, passare davanti ad un "mostro" che urla, salire sopra un "panettone" girevole, saltare dal "panettone" e atterrare in un'altra buca con dei mattoni di spugna, schivare tre palle e infine prendere una liana e andare verso il traguardo; il tutto prima che una macchinetta posta sopra il percorso arrivi a destinazione prima del giocatore. La musica di sottofondo del gioco è quella del videogioco Fantasy Zone della SEGA. Una parte di The Gauntlet

Una parte di The Gauntlet

- Giant Maze: gioco apparso una volta sola, si tratta di un labirinto gigante in cui sono presenti due sgherri, in cui tutti i concorrenti entrano e devono trovare l'uscita senza cadere nelle mani degli sgherri.
- Go Nuts: i concorrenti, travestiti da ghiande, devono passare per un percorso stretto e tortuoso, con i piedi uniti, cercando di non cadere e di arrivare alla fine.
- (The) Great Wall: i concorrenti devono scalare, saltando, un muro abbastanza alto, superandolo e cadendo dalla parte opposta, inclinata, una volta arrivati in cima. Questo gioco è sempre stato usato, quando presente, come primo gioco. Si qualificano coloro che sono saliti prima del fischio finale.
- Grid Iron: i concorrenti devono cercare di fare "touchdown" in un campo di football americano, evitando gli sgherri di Takeshi che cercano di fermarli. Il gioco è facilitato dal fatto che gli scagnozzi indossano tute molto ingombranti.

## H
- High Rollers: i concorrenti devono oltrepassare una sequenza di sette rulli giganteschi rotanti saltando da uno di questi all'altro cercando di non cadere di sotto. In Italia è stato proposto in Ciao Darwin.

- Home Run: i concorrenti, indossando un'ingombrante tuta da baseball, devono superare un breve percorso evitando delle palle da baseball giganti.
- Honeycomb Maze: i concorrenti devono avventurarsi in un grande labirinto con celle esagonali cercando la via di uscita senza né cadere in acqua né venire catturati dagli sgherri, che sono o due o tre (cambiano anche le dimensioni del labirinto). Se i giocatori sono catturati dalle guardie, vengono imbrattati di vernice nera e vengono eliminati.Honey Comb Maze

Honey Comb Maze

## I
- Indestruct-a-ball: rinchiuso in una palla di plastica, ogni concorrente viene lanciato in un flipper gigante, sperando, a fine corsa, di non terminare in una casella con su indicato un teschio.
- In The Sack: giocato una volta sola, in una puntata a coppie: ci sono 50 coppie, ma solo 42 letti. Ogni coppia deve trovare un letto e starci sopra, vincono le prime 42 coppie più veloci a trovarsi un letto.

## J
- Jetskid: giocato solo nello speciale in spiagga. Ogni concorrente si trova su di una tavola azzurra con attaccato un motoscafo e deve superare in mare diversi ostacoli, a varie velocità, tra cui una piccola rampa. Il concorrente deve rimanere sulla tavola senza cadere in acqua fino alla fine, altrimenti perde.

## K
- Karaoke: il concorrente è ad un karaoke e deve cantare un brano, che egli non sa fin quando la base non parte, davanti ad un pubblico, formato dagli sgherri. Se l'esibizione convince, il concorrente passa, se no viene eliminato e cacciato dal locale, o talvolta imbrattato di pittura nera.
- Knock Knock: i concorrenti devono superare una serie di porte, alcune vere, alcune sbarrate, ma in apparenza le porte sono tutte uguali, coperte da una sagoma di cartone. Esistono due versioni, una in gruppo, usata come gioco iniziale, al termine della quale devono prendere una pallina a testa in un contenitore e una individuale. In Italia è stato proposto anche in Ciao Darwin, mentre un gioco simile è presente nel videogioco Fall Guys

## L
- Leap Frog: il concorrente deve salire su una piattaforma posta in discesa. Quando la piattaforma arriva in acqua il concorrente deve saltare su una piattaforma simile ad una ninfea.
- Line Up: i concorrenti devono indossare una tovaglietta colorata (con, spesso, scritto sopra un carattere dell'alfabeto kanji). A questo punto, i giocatori devono unirsi in gruppi per formare parole di senso compiuto, legandosi tra di loro i piedi.

Line Up, con tovaglietta bianca. La parola composta dai concorrenti è Himawari (ひまわり, Himawari)

## M
- Match Maker: i giocatori, in gruppo, devono ognuno prendere una forma a terra e riporla nello spazio corrispondente. Vincono coloro che al fischio finale hanno riposto le giuste forme nella giusta formina.
- Midoriyama Marathon: giocato una sola volta, i partecipanti fanno una gara negli studi Midoriyama (gli studi dove viene registrato Takeshi's Castle) con molti ostacoli, tra cui figurano pneumatici, materassi, reti e muretti.
- Muddy Waters: i concorrenti percorrono un lungo tratto di acqua fangosa, cercando di arrivare dalla parte opposta rispetto al loro punto di partenza senza impantanarsi.
- Mudskippers: simile a "Muddy Waters", tranne per il recupero di una bandierina durante la corsa. Il gioco è apparso una sola volta.
- Mud Slide: consiste in una partita a baseball dove il concorrente deve arrivare alla base prima della palla correndo su di un campo pieno di fango.
- Mushroom Trip: ogni concorrente deve rimanere aggrappato ad un grosso fungo rotante che, appeso a un sistema, scende giù rotolando. Arrivato in fondo, il giocatore deve atterrare su di una piattaforma. Ai concorrenti maschili viene soltanto data la possibilità di appendersi usando le dita mentre alle femmine viene data una cordicella. Nell'edizione originale giapponese, il gioco è accompagnato dal tema musicale de I predatori dell'arca perduta, di John Williams.Mushroom Trip

Mushroom Trip

## N
- Nautiball: apparso solo nello speciale spiaggia, i concorrenti giocano una partita di pallavolo contro gli sgherri di Takeshi. Il campo si trova sul mare.

## O
- Oh Deer: apparso una volta sola, corsa ad ostacoli eseguita con una testa di cervo attaccata in testa.
- Oh Ma Ha Beach: apparso una volta sola, corsa ad ostacoli.
- On The Rocks: apparso una volta sola, ogni concorrente, su di un disco, devescivolare per una discesa scivolosa cercando di non cadere. Gli sgherri di Takeshi accompagnano il disco a mo' di curling. Se il giocatore cade o supera la linea finale cadendo nella neve finta viene eliminato.
- On Yer Bike: i concorrenti attraversano un percorso su di una bicicletta per bambini.

## P
- Pipe Down: apparso una sola volta, i partecipanti al gioco devono scivolare lungo uno scivolo per poi atterrare su di una piattaforma galleggiante. Se il concorrente non atterra sulla piattaforma perde.
- Poles Apart: l concorrente devoe arrivare su di una piattaforma galleggiante in mezzo all'acqua mediante una lunga asta, come si fa nel salto con l'asta.
- Prod: apparso una volta sola, un giocatore ed uno sgherro di Takeshi, scelti a caso, vengono messi su due distinte nel mezzo di una piscina, armati di lunghe lance di spugna. Chi butta l'altro in acqua vince.
- Puck Over: apparso una volta sola, versione dello Skittles (vedi sotto), ma con i concorrenti vestiti da pupazzi di neve e la palla sostituita da un disco.

## Q
- Quake: i concorrenti devono resistere ad un finto terremoto, inginocchiati su una pila di cuscini oppure uno sopra all'altro con delle parrucche (parodizzando i capelli tradizionali giapponesi).

## R
- Rat Race: apparso una volta sola, corsa ad ostacoli molto lunga formata dai giochi "Slippery Wall", "Honeycomb Maze" e "Skipping Stones".
- Rice Bowl Down Hill: il concorrente deve arrivare alla fine di una discesa scivolosa mentre è all'interno di una scodella giapponese per il riso gigante, senza rovesciarsi.
- Ride The Wave: il concorrente, vestito con un ingombrante costume da balena, deve completare un percorso in bicicletta cercando di evitare vari ostacoli, fra cui palle lanciate dagli sgherri.
- Ro-Jim-Bo: apparso una volta sola, un concorrente si scontra con una guardia sfidandolo a cantare, ballare e giocare a Jan-ken-pon, versione giapponese della morra cinese.
- Roller Derby: sei giocatori, vestiti con pattini e da cavalli purosangue, devono superare degli ostacoli per avanzare nel percorso. I primi due che finiscono vincono.
- Roll Out The Barrel: in questo gioco giocano genitore e figlio. Il genitore si mette su uno scivolo posto su un barile, il figlio deve infilare 4 spade in 4 dei 6 buchi presenti nel barile. Prima della manche tra i 6 buchi vengono scelti 2 buchi trappola. Se il figlio mette la spada in uno di quei 2 buchi, il genitore cade in acqua e la coppia viene eliminata
- Roll The Dice: giocato una volta solo in uno speciale coppie, le coppie di concorrenti, dopo aver scelto tra pari o dispari, vengono inseriti in un costume da dado e lanciati in una discesa. Se la somma dei 2 numeri usciti corrisponde alla scelta dei concorrenti, questi vincono.
- Rope: versione primitiva del Bridge Ball, apparso inizialmente solo nei primi 4 episodi, vede una semplice corda al posto del più complesso ponte, che lo sostituirà a partire dal quinto episodio,
- Roulette: i concorrenti pescano in un contenitore, contenente farina, un numero o colore che sarà il loro. Successivamente si fa girare una roulette e chi ha il numero o il colore uscito viene eliminato.
- (The) Run Way: il giocatore si siede in un contenitore e viene spinto giù per una discesa. Mentre scende si girano dei cartelli con su scritta un'operazione matematica da eseguire sul momento, come "7+15+14-6=". Una volta arrivato alla fine della discesa, il giocatore si ferma e deve dare la risposta. Se risponde correttamente, ma se sbaglia cade in una buca di fango o di farina.

Rope

The Run Way

## S
- Samurai Back: apparsa in un episodio speciale, corsa ad ostacoli
- Sand Flee: apparsa solo nello speciale spiaggia, corsa ad ostacoli in spiaggia.
- Sandscript: apparsa solo nello speciale spiaggia, i concorrenti devono prima raccogliere delle palle colorate, che serviranno a formare una squadra. Una volta formate le squadre, le palle vengono raccolte in una scatola dal Generale Tani, il quale consegna alla squadra una lettera giapponese. Le squadre dovranno prima scrivere la lettera come prova su un pezzo di carta, e poi formarla in modo umano (cioè crearla con gli stessi componenti delle squadre).
- Shoot N'Loot: apparso in un solo episodio, prova simile al tiro a segno, mostrata solo su Humor Amarillo. I concorrenti dovranno sparare con una macchina spara-palline a delle caselle dentro le quali ci sono dei premi. La prova viene superata dal concorrente che riesce a colpirne di più.
- Show Down: sfida finale di quasi ogni puntata. Takeshi con i suoi sgherri, e i concorrenti rimasti dalle precedenti prove con il Generale Tani, si fronteggiano con delle pistole laser o, nei primi 4 episodi, ad acqua. I concorrenti devono salire su dei kart mobili, stile autoscontri, e con le pistole devono bucare cerchi di carta dei nemici (nei 4 episodi con la carta), o colpire con i laser le torrette. Il gioco viene vinto dai concorrenti quando essi riescono a colpire il carro del conte Takeshi prima di venire colpiti tutti.
- Show of Hands: i giocatori sono vestiti da mani giganti. Viene chiesta una somma matematica ed i concorrenti devono trovare il risultato tra i tanti risultati presenti a terra e buttarcisi sopra. Esiste una variante del gioco con le parole anziché le somme. Il gioco era stato proposto anche nel programma Mezzogiorno in famiglia, dal 2009 al 2017[1], con la musica come tema.
- Single Roller: i concorrenti devono, salendo su un rullo, attraversare un tragitto corto su di un laghetto senza cadere nell'acqua sottostante.
- Skittles: a seconda del numero estratto, i concorrenti vengono travestiti da enormi birilli e devono rimanere in piedi mentre uno sgherro di Takeshi lancia un'enorme palla da bowling mirata a colpirli.
- Skipping Stones:  i concorrenti devono arrivare dall'altra parte del fiume saltando su delle pietre affioranti dall'acqua. Alcune di queste sono fisse, altre solo galleggianti.
- Sling Swing Fling: i concorrenti in questa prova vengono legati a delle corde elastiche collegate a dei tiranti. Quando essi iniziano a scivolare, devono tirare la corda elastica per raccogliere una palla posta in un canestro in profondità nel fango sotto di loro. L'obiettivo della prova è quello di raccogliere questa palla dal canestro, e cercare di metterla nell'altro canestro sito alla fine del filo.
- Slipped Disks: i giocatori, armati di pistola e con un cerchio di carta in testa, debbono scalare una fortezza senza farsi colpire il cerchio dalle guardie. Nell'originale giapponese, questo gioco è solitamente accompagnato dal tema musicale della serie televisiva Thunderbirds.
- Slippery Wall: a differenza di "The Great Wall" i giocatori devono arrampicarsi su di un muro inclinato scivoloso e superarlo, per poi cadere dall'altra parte.  In Italia è stato proposto anche a Ciao Darwin 6.
- Slip Way: il concorrente deve spingersi su di una tavola cercando di raggiungere la zona "goal" e non cadere nell'acqua. Se la tavola si ferma prima del dovuto, spunta uno sgherro che lancia il concorrente in acqua; in alternativa il concorrente finisce in acqua se la spinta è così forte che riesce a superare il Goal.. Nell'edizione "genitore e figlio" è il genitore a spingere il figlio.
- Snow Lane: apparso una sola volta nello speciale neve, si tratta di una corsa ad ostacoli in mezzo alla neve. La musica di sottofondo del gioco proviene dall'anime Ranma ½.
- Space Invaders: apparso una sola volta, prova ambientata in cima ad un pendìo. I concorrenti, equipaggiati con armi laser entrano prima nella funivia e, mentre questa viaggia giù per una collina, devono cercare di colpire con successo il sensore di una delle guardie del corpo di Takeshi (anche loro equipaggiate con armi laser), chiamate Guardie Smeraldo. In questa prova la musica di sottofondo è la sigla di Guerre stellari.
- Square Maze: la prima versione dell'Honeycomb Maze, giocato nei primi 15 episodi, si tratta di un labirinto quadrato con 16 celle. In una versione di esso, non ha porte che accedono all'acqua. Le regole sono le medesime dell'altra versione.
- Stock Pot Racing: apparso una sola volta, i concorrenti devono correre su di una collina scivolosa, strisciare sotto una rete, trovare un vegetale e correre all'interno di una pentola gigante.
- Streets Ahead: apparso una sola volta, è una corsa ad ostacoli in cui i concorrenti sono vestiti da lottatori sumo.
- Stuff Diving: apparso nello speciale spiaggia, giocato completamente al femminile. Simile al concetto dello Show of Hands, le concorrenti devono lanciarsi in una piccola piscina per trovare una carta corrispondente alle istruzioni ricevute.
- Sumo Rings: a seconda del colore della pallina estratta, ogni concorrente sfida in un cerchio un nemico, che va da un lottatore professionista a un semplice sgherro smilzo. L'obiettivo è far uscire dal cerchio l'avversario. Esiste una versione, usata una sola volta, dove l'incontro è avvenuto su di una piattaforma sull'acqua.

Skittles

Slip Way

## T
- Take It Snow: giocato una volta sola nello speciale sulla neve, simile a "Skipping Stones", tranne che al posto dei sassi vi sono teste di pupazzo di neve.
- Toboggoff: giocato una volta sola nello speciale sulla neve, il giocatore scivola giù da una discesa nuvolosa su di un gommone e deve arrivare al termine in equilibrio su di esso.
- Tug of War: tiro alla fune, i concorrenti devono scegliere una fune a cui è collegato un avversario di varie difficoltà (uomo, donna, gruppo, mucca, trattore, finto elefante) e cercare di batterlo al tiro alla fune. La difficoltà sta che essi non vedono cosa sta dall'altra parte.
- Turtle Hurtle: il concorrente deve percorrere un ponte di materassi a forma di tartaruga molto scivoloso, raggiungendo l'altro lato inseguito, ad un certo punto, da Brad Lesley.
- Turtle Soup: giocato una volta solo in un episodio padre-figli, il genitore, vestito come una tartaruga, deve eseguire un percorso con il figlio sulla schiena senza sbilanciarsi e, quindi, cadere in acqua.

## U
- Ultimate Showdown: apparso una volta sola, i concorrenti devono superare un percorso composto da diversi giochi tra cui "Skipping Stones", "The Dragon Lake" e "Bridge Ball". Il concorrente maschio e la concorrente femmina che hanno fatto il percorso in minor tempo vincono.
- Uphill Garden: i concorrenti devono affrontare degli sgherri vestiti con vari costumi, in una sfida simile allo Slipped Disks, ma scalando una collina. Vince chi riesce a non farsi bucare il cerchietto.
- Up The Creek: il concorrente, all'interno di una specie di teleferica simile ad un armadio, deve arrivare, tirando una corda, sino ad una piattaforma, per poi finirci sopra tirando una maniglia. Il concorrente non può vedere dove si trova la piattaforma. Se tira la maniglia in un punto sbagliato finisce in una pozza fangosa.

## V
- Velcro Fly: il concorrente, vestito con una tuta di velcro, deve riuscire, lanciandosi con una fune, ad "appiccicarsi" ad una parete, anch'essa fatta di velcro. In Italia è stato proposto anche a Ciao Darwin, ma solo nella sua sesta edizione.

Concorrente vincitore del Velcro Fly

## W
- Walk The Plank: una coppia deve attraversare un ponte simile ad un vibrafono, senza cadere giù.
- Wet Paint: il concorrente deve dipingere con un pennello di dimensioni umane un carattere dell'alfabeto kanji, precedentemente scelto tramite una ruota, su di una parete obliqua e scivolosa. Se non riesce in tempo viene colpito dai getti d'acqua dei due sgherri in cima
- Whack The Stack: gioco presente solo in alcuni episodi "figlio e genitore". Il genitore deve colpire una pila di tessere tonde, con un martello gigante, cercando di non far cadere il figlio, che è sulla tessera più alta.
- Wipe Out: i concorrenti devono riuscire a non cadere da un surf sospeso su di un lago evitando i vari ostacoli.

## Y
- Yellow Brick Road: i concorrenti devono scegliere una delle 5 porte che portano ad un percorso che va a finire in uno scivolo. Gli sgherri di Takeshi hanno il compito di impedire che i concorrenti prendano lo scivolo giusto, senza tuttavia toccare mai il concorrente, ma correndogli dietro o vicino. Vince chi riesce, nonostante gli sgherri che urlano e distraggono, ad indovinare il giusto scivolo.

## Apparizioni negli episodi
Nei 133 episodi complessivi, non tutti i giochi sono apparsi con la stessa frequenza, anzi sovente sono apparsi sempre gli stessi giochi a dispetto di altri, più rari e giocati in meno episodi. Segue una lista dei giochi più frequentemente apparsi nei 133 episodi:
| Gioco           | Presente in... |
| --------------- | -------------- |
| Show Down       | 127 episodi    |
| Final Fall      | 109 episodi    |
| Skipping Stones | 85 episodi     |
| Slipped Disks   | 75 episodi     |
| Honeycomb Maze  | 74 episodi     |
| Bridge Ball     | 70 episodi     |
| High Rollers    | 54 episodi     |
| Knock Knock     | 50 episodi     |